# أليك نوستاك
أليك نوستاك (بالرومانية: Alec Năstac)‏ (مواليد 2 أبريل 1949) هو ملاكم روماني، مثّل بلاده في الألعاب الأولمبية الصيفية في دورتي 1972 و1976.

## روابط خارجية
- أليك نوستاك على موقع IMDb (الإنجليزية)

أليك نوستاك على موقع بوكس ريك (الإنجليزية) (registration required)
- أليك نوستاك على موقع اللجنة الأولمبية الدولية (الإنجليزية)
- أليك نوستاك على موقع أوليمبيديا (الإنجليزية)
- أليك نوستاك على موقع اللجنة الأولمبية الرومانية (الرومانية)